# San Fernando (Bukidnon)
Pour les articles homonymes, voir San Fernando.
San Fernando est une municipalité de la province de Bukidnon, aux Philippines.